# Teoria quantistica dei campi
La teoria quantistica dei campi (in inglese Quantum field theory o QFT) è la teoria fisica che unifica la meccanica quantistica, la teoria dei campi classica e la relatività ristretta. In questo contesto, gli oggetti fondamentali sono i campi, entità fisiche rappresentate in ogni punto dello spaziotempo, mentre le particelle sono considerate come stati eccitati di un punto del campo.
Introdotta con l’elaborazione dell'elettrodinamica quantistica, portando poi al modello generale delle particelle elementari e delle interazioni fondamentali (il Modello standard), ha trovato estesa applicazione anche in fisica della materia condensata, potendo descrivere, ad esempio, i fluidi o i cristalli attraverso modelli di quasiparticelle.
I fondamenti della teoria furono sviluppati tra i tardi anni venti e gli anni cinquanta del Novecento principalmente da Paul Dirac, Wolfgang Pauli, Shin'ichirō Tomonaga, Julian Schwinger, Richard P. Feynman e Freeman Dyson.

## Storia
Lo sviluppo della teoria quantistica dei campi avvenne contemporaneamente a quello della meccanica quantistica "ordinaria", con lo scopo di spiegare i fenomeni atomici tenendo conto anche delle leggi della teoria della relatività. Tra il 1926 e il 1928 furono formulati i primi tentativi, dovuti a Erwin Schrödinger e a Paul Dirac, di trovare un'equazione d'onda relativistica che descrivesse il movimento di una particella quantistica. Tuttavia queste equazioni si rivelarono inconsistenti.
D'altra parte, nel 1926 Werner Heisenberg, Pascual Jordan e Max Born approfondirono lo studio del problema del corpo nero, ovvero lo studio del comportamento della radiazione elettromagnetica dentro una cavità, in assenza di cariche. Questo costituì il primo esempio di una teoria quantistica dei campi, in questo caso applicando le regole di quantizzazione al campo elettromagnetico. Da ciò risulta che la radiazione si comporta come un insieme di particelle, i fotoni, in accordo con l'ipotesi dei quanti di luce formulata da Einstein nel 1905. Dopo questo esempio, le equazioni d'onda relativistiche furono studiate da un nuovo punto di vista: invece di interpretarle come funzioni d'onda, furono trattate con le regole di quantizzazione di un campo classico, ottenendo equazioni per particelle quantistiche che rispettavano le leggi della relatività ed erano consistenti. Questo procedimento, conosciuto come seconda quantizzazione, fu ideato da Heisenberg, Wolfgang Pauli, Vladimir Fock, Wendell Furry, Robert Oppenheimer e Victor Weisskopf.
Nonostante i successi iniziali, la teoria quantistica dei campi aveva problemi teorici molto gravi, dato che il calcolo di molte grandezze fisiche in apparenza ordinarie dava come risultato infinito, senza senso da un punto di vista fisico. Un esempio di ciò erano le piccole differenze tra certi livelli di energia dell'atomo di idrogeno, la cosiddetta struttura fine. Questo "problema delle divergenze" fu risolto negli anni 1930 e 1940, tra gli altri da Julian Schwinger, Freeman Dyson, Richard Feynman e Shin'ichirō Tomonaga, mediante una tecnica chiamata rinormalizzazione, portando allo sviluppo della moderna elettrodinamica quantistica (o QED, da Quantum Electrodynamics). A partire da essa la tecnica dei diagrammi di Feynman, una procedura di calcolo tramite grafici sviluppata dallo scienziato statunitense, diventò uno degli strumenti fondamentali della teoria quantistica dei campi.
Nel decennio 1950 la QED fu generalizzata a una classe più generale di teorie conosciute come teorie di gauge, grazie al lavoro di Chen Ning Yang e Robert Mills. Su tale base, alla fine degli anni '60 Sheldon Glashow, Abdus Salam e Steven Weinberg unificarono le interazioni elettromagnetica e debole nella teoria elettrodebole applicando il concetto di rottura spontanea di simmetria, introdotto originariamente per spiegare la superconduttività.
Il modello dell'unificazione elettrodebole non ricevette tuttavia molta attenzione fino a che nel 1971 Gerardus 't Hooft e Martinus Veltman dimostrarono che le teorie con le simmetrie rotte spontaneamente possono essere normalizzate, dando il via alla formulazione del modello standard della fisica delle particelle. D'altra parte, l'intensità delle interazioni forti tra gli adroni fu compresa solamente grazie allo sviluppo del concetto della libertà asintotica da parte di Frank Wilczek, David Gross e Hugh David Politzer nel 1973.
Durante gli anni '70, la teoria quantistica dei campi «ha liberato dalle catene i diagrammi di Feynman», con la scoperta che le soluzioni non perturbative delle equazioni dei campi classici giocano un ruolo cruciale a livello quantistico. Inoltre, l'atteggiamento verso la tecnica di rinormalizzazione e verso la teoria quantistica dei campi in generale stava progressivamente cambiando, grazie ai progressi, tra gli altri di Kenneth Wilson, nella fisica della materia condensata. La comparsa degli infiniti è passata dall'essere considerata una "patologia" a «semplicemente un promemoria di un limite pratico: non sappiamo cosa succede a distanze molto più piccole di quelle che possiamo osservare direttamente».

## Principi
Per semplicità, nelle seguenti sezioni saranno usate le unità naturali, nelle quali la costante di Planck ridotta {\displaystyle \hbar } e la velocità della luce sono entrambe poste uguali a uno.

### Campi classici
Un campo classico è una funzione delle coordinate spaziali e del tempo. Alcuni esempi sono il campo gravitazionale della teoria newtoniana e il campo elettrico e il campo magnetico nell'elettromagnetismo classico. Un campo classico può essere pensato come una quantità numerica assegnata ad ogni punto dello spazio che è variabile nel tempo. Perciò, ha infiniti gradi di libertà.
Molti fenomeni che manifestano proprietà quantistiche non possono essere spiegati per mezzo di campi classici. Fenomeni come l'effetto fotoelettrico sono meglio descritti da particelle discrete (fotoni), piuttosto che da un campo continuo nello spazio. L'obiettivo della teoria quantistica dei campi è di descrivere vari fenomeni quantistici usando un concetto modificato di campo.
La quantizzazione canonica e l'integrale sui cammini sono due comuni formulazioni della QFT. Per motivare i fondamenti della QFT, è necessario fare una panoramica della teoria classica dei campi.
Il campo classico più semplice è un campo scalare reale: un numero reale variabile nel tempo associato ad ogni punto dello spazio. Si indica con {\displaystyle \varphi (\mathbf {x} ,t)}, dove {\displaystyle \mathbf {x} } è il vettore posizione, e {\displaystyle t} è il tempo. Si supponga che la lagrangiana del campo, {\displaystyle L}, sia
{\displaystyle L=\int d^{3}x\,{\mathcal {L}}=\int d^{3}x\,\left[{\frac {1}{2}}{\dot {\phi }}^{2}-{\frac {1}{2}}(\nabla \phi )^{2}-{\frac {1}{2}}m^{2}\phi ^{2}\right],}
dove {\displaystyle {\mathcal {L}}} è la densità di lagrangiana, {\displaystyle {\dot {\phi }}} è la derivata temporale del campo, {\displaystyle \nabla } è l'operatore gradiente, e {\displaystyle m} è un parametro reale (la "massa" del campo). Applicando le equazioni di Eulero-Lagrange sulla lagrangiana:
{\displaystyle {\frac {\partial }{\partial t}}\left[{\frac {\partial {\mathcal {L}}}{\partial (\partial \phi /\partial t)}}\right]+\sum _{i=1}^{3}{\frac {\partial }{\partial x^{i}}}\left[{\frac {\partial {\mathcal {L}}}{\partial (\partial \phi /\partial x^{i})}}\right]-{\frac {\partial {\mathcal {L}}}{\partial \phi }}=0,}
si ottengono le equazioni del moto per questo campo, che descrivono il modo in cui varia nel tempo e nello spazio:
{\displaystyle \left({\frac {\partial ^{2}}{\partial t^{2}}}-\nabla ^{2}+m^{2}\right)\phi =0.}
Questa è chiamata equazione di Klein-Gordon.
L'equazione di Klein-Gordon è un'equazione delle onde, quindi le sue soluzioni possono essere espresse come somma di modi normali (ottenuti dalla trasformata di Fourier) nella maniera seguente:
{\displaystyle \phi (\mathbf {x} ,t)=\int {\frac {d^{3}p}{(2\pi )^{3}}}{\frac {1}{\sqrt {2\omega _{\mathbf {p} }}}}\left(a_{\mathbf {p} }e^{-i\omega _{\mathbf {p} }t+i\mathbf {p} \cdot \mathbf {x} }+a_{\mathbf {p} }^{*}e^{i\omega _{\mathbf {p} }t-i\mathbf {p} \cdot \mathbf {x} }\right),}
dove {\displaystyle a} è un numero complesso (normalizzato per convenzione), * indica la coniugazione complessa, e {\displaystyle \omega _{\mathbf {p} }} è la frequenza del modo normale:
{\displaystyle \omega _{\mathbf {p} }={\sqrt {|\mathbf {p} |^{2}+m^{2}}}.}
E quindi ogni modo normale corrispondente a un singolo {\displaystyle \mathbf {p} } può essere visto come un oscillatore armonico classico con frequenza {\displaystyle \omega _{\mathbf {p} }}.

### Quantizzazione canonica
La procedura di quantizzazione per il campo classico di cui sopra è analoga alla promozione dell'oscillatore armonico classico a un oscillatore armonico quantistico.
Lo spostamento di un oscillatore armonico classico è descritto da
{\displaystyle x(t)={\frac {1}{\sqrt {2\omega }}}ae^{-i\omega t}+{\frac {1}{\sqrt {2\omega }}}a^{*}e^{i\omega t},}
dove {\displaystyle a} è un numero complesso (normalizzato per convenzione), e {\displaystyle \omega } è la frequenza dell'oscillatore. Si noti che {\displaystyle x} è lo spostamento di una particella in moto armonico semplice dalla posizione di equilibrio, che non andrebbe confusa con l'etichetta spaziale {\displaystyle \mathbf {x} } di un campo.
Per un oscillatore armonico quantistico, {\displaystyle x(t)} è promosso a un operatore lineare {\displaystyle {\hat {x}}(t)}:
{\displaystyle {\hat {x}}(t)={\frac {1}{\sqrt {2\omega }}}{\hat {a}}e^{-i\omega t}+{\frac {1}{\sqrt {2\omega }}}{\hat {a}}^{\dagger }e^{i\omega t}.}
I numeri complessi {\displaystyle a} e {\displaystyle a^{*}} sono sostituiti rispettivamente dall'operatore di distruzione {\displaystyle {\hat {a}}} e dall'operatore di creazione {\displaystyle {\hat {a}}^{\dagger }}, dove {\displaystyle \dagger } indica la coniugazione hermitiana. La relazione di commutazione tra i due è
{\displaystyle [{\hat {a}},{\hat {a}}^{\dagger }]=1.}
L'hamiltoniana dell'oscillatore armonico quantistico è data da
{\displaystyle {\hat {H}}=\hbar \omega {\hat {a}}^{\dagger }{\hat {a}}+{\frac {1}{2}}\hbar \omega .}
Lo stato di vuoto {\displaystyle |0\rangle }, che è lo stato a energia minima, è definito da
{\displaystyle {\hat {a}}|0\rangle =0.}
e ha energia {\displaystyle {\tfrac {1}{2}}\hbar \omega }. Uno stato quantistico di un singolo oscillatore armonico può essere ottenuto da {\displaystyle |0\rangle } applicando in successione l'operatore di creazione {\displaystyle {\hat {a}}^{\dagger }}:
{\displaystyle |n\rangle =({\hat {a}}^{\dagger })^{n}|0\rangle .}
Allo stesso modo, anche il campo scalare reale {\displaystyle \varphi }, che corrisponde a {\displaystyle x} nel singolo oscillatore armonico, è promosso a un operatore di campo {\displaystyle {\hat {\phi }}}, mentre l'operatore di distruzione {\displaystyle {\hat {a}}_{\mathbf {p} }}, l'operatore di creazione {\displaystyle {\hat {a}}_{\mathbf {p} }^{\dagger }} e la frequenza angolare {\displaystyle w_{\mathbf {p} }}sono ora associati a un particolare {\displaystyle \mathbf {p} }:
{\displaystyle {\hat {\phi }}(\mathbf {x} ,t)=\int {\frac {d^{3}p}{(2\pi )^{3}}}{\frac {1}{\sqrt {2\omega _{\mathbf {p} }}}}\left({\hat {a}}_{\mathbf {p} }e^{-i\omega _{\mathbf {p} }t+i\mathbf {p} \cdot \mathbf {x} }+{\hat {a}}_{\mathbf {p} }^{\dagger }e^{i\omega _{\mathbf {p} }t-i\mathbf {p} \cdot \mathbf {x} }\right).}
Le loro relazioni di commutazione sono:
{\displaystyle [{\hat {a}}_{\mathbf {p} },{\hat {a}}_{\mathbf {q} }^{\dagger }]=(2\pi )^{3}\delta (\mathbf {p} -\mathbf {q} ),\quad [{\hat {a}}_{\mathbf {p} },{\hat {a}}_{\mathbf {q} }]=[{\hat {a}}_{\mathbf {p} }^{\dagger },{\hat {a}}_{\mathbf {q} }^{\dagger }]=0,}
dove {\displaystyle \delta } è la delta di Dirac. Lo stato di vuoto {\displaystyle |0\rangle } è definito da
{\displaystyle {\hat {a}}_{\mathbf {p} }|0\rangle =0,\quad {\text{per ogni }}\mathbf {p} .}
Ogni stato del campo può essere ottenuto da {\displaystyle |0\rangle } applicando in successione gli operatori di creazione {\displaystyle {\hat {a}}_{\mathbf {p} }^{\dagger }}, ad esempio
{\displaystyle ({\hat {a}}_{\mathbf {p} _{3}}^{\dagger })^{3}{\hat {a}}_{\mathbf {p} _{2}}^{\dagger }({\hat {a}}_{\mathbf {p} _{1}}^{\dagger })^{2}|0\rangle .}
Sebbene il campo nella lagrangiana sia continuo nello spazio, gli stati quantistici sono discreti. Mentre lo spazio degli stati di un singolo oscillatore armonico contiene tutti gli stati di energia discreti di una particella oscillante, lo spazio degli stati di un campo contiene i livelli di energia discreti di un numero arbitrario di particelle. Quest'ultimo è detto spazio di Fock, che può tener conto del fatto che il numero di particelle non è fissato nei sistemi quantistici relativistici. Il procedimento di quantizzare un numero arbitrario di particelle invece di una singola particella è spesso chiamato anche seconda quantizzazione.
La procedura precedente è un'applicazione diretta della meccanica quantistica non relativistica e può essere usata per quantizzare campi scalari (complessi), campi di Dirac, campi vettoriali (ad esempio, il campo elettromagnetico), e persino le stringhe. Tuttavia, gli operatori di creazione e di distruzione sono ben definiti solo nelle teorie più semplici che non contengono interazioni (le cosiddette teorie libere). Nel caso del campo scalare reale, l'esistenza di questi operatori era una conseguenza della scomposizione della soluzione delle equazioni del moto classiche in una somma di modi normali. Per effettuare calcoli su una qualsiasi teoria interagente realistica, risulta necessario usare la teoria perturbativa.
La lagrangiana di un qualunque campo quantistico in natura conterrebbe termini di interazione in aggiunta ai termini di teoria libera. Per esempio, si potrebbe introdurre un termine di interazione quartica nella lagrangiana del campo scalare reale:
{\displaystyle {\mathcal {L}}={\frac {1}{2}}(\partial _{\mu }\phi )(\partial ^{\mu }\phi )-{\frac {1}{2}}m^{2}\phi ^{2}-{\frac {\lambda }{4!}}\phi ^{4},}
dove {\displaystyle \mu } è l'indice dello spaziotempo, {\displaystyle \partial _{0}=\partial /\partial t,\ \partial _{1}=\partial /\partial x^{1}}, ecc. La sommatoria sull'indice {\displaystyle \mu } è omessa secondo la notazione di Einstein. Se il parametro {\displaystyle \lambda } è sufficientemente piccolo, allora la teoria interagente descritta dalla lagrangiana di cui sopra può essere considerata come una piccola perturbazione alla teoria libera.

### Integrale sui cammini
La formulazione dell'integrale sui cammini della QFT si occupa di calcolare direttamente l'ampiezza di scattering di un certo processo di interazione, piuttosto che di definire operatori e spazi degli stati. Per calcolare l'ampiezza di probabilità che un sistema evolva dallo stato iniziale {\displaystyle |\phi _{I}\rangle } al tempo {\displaystyle t=0} a un certo stato finale {\displaystyle |\phi _{F}\rangle } a {\displaystyle t=T}, il tempo totale {\displaystyle T} è diviso in {\displaystyle N} piccoli intervalli. L'ampiezza totale è il prodotto delle ampiezze di evoluzione all'interno di ogni intervallo, integrato su tutti gli stati intermedi. Sia {\displaystyle H} la hamiltoniana (cioè il generatore dell'evoluzione temporale), allora
{\displaystyle \langle \phi _{F}|e^{-iHT}|\phi _{I}\rangle =\int d\phi _{1}\int d\phi _{2}\cdots \int d\phi _{N-1}\,\langle \phi _{F}|e^{-iHT/N}|\phi _{N-1}\rangle \cdots \langle \phi _{2}|e^{-iHT/N}|\phi _{1}\rangle \langle \phi _{1}|e^{-iHT/N}|\phi _{I}\rangle .}
Facendo il limite per {\displaystyle N\to \infty }, il precedente prodotto di integrale diventa l'integrale sui cammini di Feynman:
{\displaystyle \langle \phi _{F}|e^{-iHT}|\phi _{I}\rangle =\int {\mathcal {D}}\phi (t)\,\exp \left\{i\int _{0}^{T}dt\,L\right\},}
dove {\displaystyle L} è la lagrangiana dipendente da {\displaystyle \phi } e dalle sue derivate rispetto alle coordinate spaziali e temporali, ottenuta dalla hamiltoniana {\displaystyle H} tramite una trasformazione di Legendre. Le condizioni iniziale e finale dell'integrale sui cammini sono rispettivamente
{\displaystyle \phi (0)=\phi _{I},\quad \phi (T)=\phi _{F}.}
In altre parole, l'ampiezza totale è la somma sull'ampiezza di ogni cammino possibile tra gli stati iniziali e finali, dove l'ampiezza di un cammino è dato dall'esponenziale nell'integrando.

### Funzione di correlazione a due punti
Ora si assuma che la teoria contenga interazioni i cui termini della lagrangiana sono una piccola perturbazione dalla teoria libera.
Nei calcoli, si incontrano spesso queste espressioni:
{\displaystyle \langle \Omega |T\{\phi (x)\phi (y)\}|\Omega \rangle ,}
dove {\displaystyle x} e {\displaystyle y} sono quadrivettori posizione, {\displaystyle T} è l'operatore di ordinamento temporale (nello specifico, ordina {\displaystyle x} e {\displaystyle y} secondo la loro componente temporale, in ordine decrescente da sinistra verso destra), e {\displaystyle |\Omega \rangle } è lo stato fondamentale (stato di vuoto) della teoria interagente. Questa espressione, detta funzione di correlazione a due punti o funzione di Green a due punti, rappresenta l'ampiezza di probabilità che il campo propaghi da {\displaystyle y} a {\displaystyle x}.
In quantizzazione canonica, la funzione di correlazione a due punti può essere scritta come:
{\displaystyle \langle \Omega |T\{\phi (x)\phi (y)\}|\Omega \rangle =\lim _{T\to \infty (1-i\epsilon )}{\frac {\langle 0|T\left\{\phi _{I}(x)\phi _{I}(y)\exp \left[-i\int _{-T}^{T}dt\,H_{I}(t)\right]\right\}|0\rangle }{\langle 0|T\left\{\exp \left[-i\int _{-T}^{T}dt\,H_{I}(t)\right]\right\}|0\rangle }},}
dove {\displaystyle \varepsilon } è un numero infinitesimo, {\displaystyle \phi _{I}} è l'operatore di campo nella teoria libera, e {\displaystyle H_{I}} è il termine di interazione della hamiltoniana. Per la teoria {\displaystyle \phi ^{4}} , è
{\displaystyle H_{I}(t)=\int d^{3}x\,{\frac {\lambda }{4!}}\phi _{I}(x)^{4}.}
Siccome {\displaystyle \lambda } è un parametro piccolo, la funzione esponenziale può essere sviluppata in serie di Taylor in {\displaystyle \lambda }. Questa equazione è utile perché esprime l'operatore di campo e lo stato fondamentale nella teoria interagente (che sono difficili da definire) in termini delle loro controparti della teoria libera, che sono invece ben definite.
Nella formulazione dell'integrale sui cammini, la funzione di correlazione a due punti può essere scritta come:
{\displaystyle \langle \Omega |T\{\phi (x)\phi (y)\}|\Omega \rangle =\lim _{T\to \infty (1-i\epsilon )}{\frac {\int {\mathcal {D}}\phi \,\phi (x)\phi (y)\exp \left[i\int _{-T}^{T}d^{4}z\,{\mathcal {L}}\right]}{\int {\mathcal {D}}\phi \,\exp \left[i\int _{-T}^{T}d^{4}z\,{\mathcal {L}}\right]}},}
dove {\displaystyle {\mathcal {L}}} è la densità lagrangiana. Come nello scorso caso, l'esponenziale può essere sviluppato in serie in {\displaystyle \lambda }.
Secondo il teorema di Wick, una qualsiasi funzione di correlazione a {\displaystyle n} punti nella teoria libera può essere scritta come la somma di prodotti di funzioni di correlazione a due punti. Per esempio,
{\displaystyle {\begin{aligned}\langle 0|T\{\phi (x_{1})\phi (x_{2})\phi (x_{3})\phi (x_{4})\}|0\rangle =&\langle 0|T\{\phi (x_{1})\phi (x_{2})\}|0\rangle \langle 0|T\{\phi (x_{3})\phi (x_{4})\}|0\rangle \\&+\langle 0|T\{\phi (x_{1})\phi (x_{3})\}|0\rangle \langle 0|T\{\phi (x_{2})\phi (x_{4})\}|0\rangle \\&+\langle 0|T\{\phi (x_{1})\phi (x_{4})\}|0\rangle \langle 0|T\{\phi (x_{2})\phi (x_{3})\}|0\rangle .\end{aligned}}}
Siccome le funzioni di correlazioni nella teoria interagente possono essere espresse in termini di quelle nella teoria libera, solo queste ultime devono essere valutate al fine di calcolare tutte le quantità fisiche nella teoria interagente (perturbativa).
Che sia tramite quantizzazione canonica o tramite l'integrale sui cammini, si ottiene:
{\displaystyle D_{F}(x-y)\equiv \langle 0|T\{\phi (x)\phi (y)\}|0\rangle =\lim _{\epsilon \to 0}\int {\frac {d^{4}p}{(2\pi )^{4}}}{\frac {i}{p_{\mu }p^{\mu }-m^{2}+i\epsilon }}e^{-ip_{\mu }(x^{\mu }-y^{\mu })}.}
Questo è detto il propagatore di Feynman per il campo scalare reale.

### Diagramma di Feynman
Le funzioni di correlazioni nella teoria interagente possono essere scritte come una serie perturbativa. Ciascun termine della serie è un prodotto di propagatori di Feynman nella teoria libera e possono essere rappresentati visivamente da un diagramma di Feynman. Per esempio, il termine {\displaystyle \lambda ^{1}} nella funzione di correlazione a due punti nella teoria {\displaystyle \phi ^{4}} è
{\displaystyle {\frac {-i\lambda }{4!}}\langle 0|T\{\phi (x)\phi (y)\int d^{4}z\,\phi (z)\phi (z)\phi (z)\phi (z)\}|0\rangle .}
Dopo aver applicato il teorema di Wick, uno dei termini è
{\displaystyle 12\cdot {\frac {-i\lambda }{4!}}\int d^{4}z\,D_{F}(x-z)D_{F}(y-z)D_{F}(z-z),}
il cui corrispondente diagramma di Feynman è
Ogni punto corrisponde a un singolo fattore di campo {\displaystyle \varphi }. I punti etichettati con {\displaystyle x} e {\displaystyle y} sono chiamati punti esterni, mentre all'interno sono detti punti interni o vertici (ce n'è uno in questo diagramma). Il valore del termine corrispondente può essere ottenuto dal diagramma seguendo le "regole di Feynman": si assegna {\displaystyle \textstyle -i\lambda \int d^{4}z} a ogni vertice e il propagatore di Feynman {\displaystyle D_{F}(x_{1}-x_{2})} a ogni linea con estremi {\displaystyle x_{1}} e {\displaystyle x_{2}}. Il prodotto dei fattori corrispondente a ogni elemento nel diagramma, diviso dal "fattore di simmetria" (2 per questo diagramma), dà l'espressione per il termine nella serie perturbativa.
Al fine di calcolare la funzione di correlazione a {\displaystyle n} punti all'ordine {\displaystyle k}-esimo, si elencano tutti i diagrammi di Feynman validi con {\displaystyle n} punti esterni e {\displaystyle k} o meno vertici, e poi si usano le regole di Feynman per ottenere l'espressione di ciascun termine. Per la precisione,
{\displaystyle \langle \Omega |T\{\phi (x_{1})\cdots \phi (x_{n})\}|\Omega \rangle }
è uguale alla somma di (espressioni corrispondenti a) tutti i diagrammi connessi con {\displaystyle n} punti esterni. (I diagrammi connessi sono quelli in cui ogni vertice è connesso a un punto esterno attraverso linee. Le componenti che sono totalmente sconnessi dalle linee esterne sono talvolta chiamate "bolle di vuoto".) Nella teoria di interazione {\displaystyle \phi ^{4}} discussa di cui sopra, ogni vertice deve avere quattro gambe.
In applicazioni realistiche, l'ampiezza di scattering di una certa interazione o il tasso di decadimento di una particella può essere calcolata dalla matrice S, che essa stessa può essere trovata con il metodo dei diagrammi di Feynman.
I diagrammi di Feynman senza "loop" sono detti diagrammi tree-level, che descrivono i processi di interazione al minimo ordine; quelli contenenti {\displaystyle n} loop sono detti diagrammi a {\displaystyle n} loop, che descrivono contributi degli ordini superiori, o correzioni radiative, all'interazione. Le linee i cui estremi sono vertici possono essere pensati come la propagazione delle particelle virtuali.

### Rinormalizzazione
Le regole di Feynman possono essere utilizzare per valutare direttamente i diagrammi tree-level. Tuttavia, l'ingenuo calcolo dei diagrammi a loop come quello mostrato sopra risulterà in integral sull'impulso divergenti, il che sembra implicare che quasi tutti i termini nello sviluppo perturbativo siano infiniti. La procedura di rinormalizzazione è un processo sistematico per rimuovere questi infiniti.
I parametri che appaiono nella lagrangiana, come la massa {\displaystyle m} e la costante di accoppiamento {\displaystyle \lambda }, non hanno significato fisico ({\displaystyle m}, {\displaystyle \lambda }, e il campo {\displaystyle \phi } non sono quantità sperimentalmente misurabili sono chiamate in questa sezione quantità nude). La massa e la costante di accoppiamento fisiche sono misurate in qualche processo di interazione e sono generalmente diverse dalle quantità nude. Per calcolare quantità fisiche per questo processo di interazione, si può limitare il dominio di integrali sull'impulso divergenti a un certo impulso di taglio {\displaystyle \Lambda }, ottenere un'espressione per le quantità fisiche, e quindi fare il limite per {\displaystyle \Lambda \to +\infty }. Questo è un esempio di regolarizzazione, una classe di metodi per trattare le divergenze in teoria dei campi; {\displaystyle \Lambda } prende il nome di regolatore.
L'approccio illustrato sopra è chiamata teoria perturbativa nuda, dato che i calcoli coinvolgono solo le quantità nude come la massa e la costante di accoppiamento. Un diverso approccio, chiamata teoria perturbativa rinormalizzata, è usare quantità fisicamente significative dall'inizio. Nel caso della teoria {\displaystyle \phi ^{4}} il campo è quindi ridefinito:
{\displaystyle \phi =Z^{1/2}\phi _{r},}
dove {\displaystyle \phi } è il campo nudo, {\displaystyle \phi _{r}} è il campo rinormalizzato, e {\displaystyle Z} è una costante da determinare. La densità lagrangiana diventa:
{\displaystyle {\mathcal {L}}={\frac {1}{2}}(\partial _{\mu }\phi _{r})(\partial ^{\mu }\phi _{r})-{\frac {1}{2}}m_{r}^{2}\phi _{r}^{2}-{\frac {\lambda _{r}}{4!}}\phi _{r}^{4}+{\frac {1}{2}}\delta _{Z}(\partial _{\mu }\phi _{r})(\partial ^{\mu }\phi _{r})-{\frac {1}{2}}\delta _{m}\phi _{r}^{2}-{\frac {\delta _{\lambda }}{4!}}\phi _{r}^{4},}
dove mr e λr sono rispettivamente la massa e la costante di accoppiamento, rinormalizzate e misurabili sperimentalmente, e
{\displaystyle \delta _{Z}=Z-1,\quad \delta _{m}=m^{2}Z-m_{r}^{2},\quad \delta _{\lambda }=\lambda Z^{2}-\lambda _{r}}
sono costanti da determinare. I primi tre termini sono la densità di lagrangiana {\displaystyle \phi ^{4}} scritta in termini delle quantità rinormalizzate, mentre gli ultimi tre sono detti "contro-termini" (counterterms in inglese). Siccome ora la lagrangiana contiene più termini, anche i diagrammi di Feynman dovranno comprendere elementi aggiuntivi, ciascuno dei quali con le proprie regole. La procedura è riportata di seguito. Prima si sceglie uno schema di regolarizzazione (come il taglio introdotto sopra o una regolarizzazione dimensionale). Si calcolano i diagrammi di Feynman, nei quali i termini divergenti dipenderanno dal regolatore {\displaystyle \Lambda }. Quindi, si definiscono {\displaystyle \delta _{Z}}, {\displaystyle \delta _{m}}, e {\displaystyle \delta _{\lambda }} tali che i diagrammi di Feynman per i contro-termini cancellino esattamente i termini divergenti nei diagrammi normali quando si fa il limite per {\displaystyle \Lambda \to +\infty }. In questo modo, si ottengono quantità finite significative.
È solamente possibile eliminare tutti gli infiniti e ottenere quindi risultati finiti nelle teorie rinormalizzabili, mentre nelle teorie non rinormalizzabili ciò non è possibile. Il modello standard delle particelle elementari è una teoria quantistica di campo rinormalizzabile, mentre la gravità quantistica non lo è.

#### Gruppo di rinormalizzazione
Il gruppo di rinormalizzazione, sviluppato da Kenneth Wilson, è un apparato matematico usato per studiare le variazioni dei parametri fisici (coefficienti nella lagrangiana) quando il sistema viene studiato a scale diverse. Il modo in cui ciascun parametro varia con la scala è descritto con la funzione beta. Le funzioni di correlazione, che stanno alla base di predizioni fisiche quantitative, variano con la scala secondo l'equazione di Callan-Symanzik.
Come esempio, la costante di accoppiamento nella QED, nella fattispecie la carica elementare {\displaystyle e}, ha la seguente funzione {\displaystyle \beta }:
{\displaystyle \beta (e)\equiv {\frac {1}{\Lambda }}{\frac {de}{d\Lambda }}={\frac {e^{3}}{12\pi ^{2}}}+O(e^{5}),}
dove {\displaystyle \Lambda } è la scala di energia alla quale si effettua la misura di {\displaystyle e}. Questa equazione differenziale implica che la carica elementare osservata aumenta all'aumentare della scala. La costante di accoppiamento rinormalizzata, che varia con la scala di energia, è anche detta la costante di accoppiamento corrente (running coupling constant).
La costante di accoppiamento {\displaystyle g} in cromodinamica quantistica, una teoria di gauge non abeliana basata sul gruppo di simmetria SU(3), ha la seguente funzione {\displaystyle \beta }:
{\displaystyle \beta (g)\equiv {\frac {1}{\Lambda }}{\frac {dg}{d\Lambda }}={\frac {g^{3}}{16\pi ^{2}}}\left(-11+{\frac {2}{3}}N_{f}\right)+O(g^{5}),}
dove {\displaystyle N_{f}} è il numero dei sapori dei quark. Nel caso in cui {\displaystyle N_{f}\leq 16} (il modello standard ha {\displaystyle N_{f}=6}), la costante {\displaystyle g} diminuisce all'aumentare della scala di energia. Perciò, mentre l'interazione forte è forte a basse energie, diventa molto debole nelle interazione ad alta energia: un fenomeno chiamato libertà asintotica.
Le teorie di campo conformi (CFT in inglese) sono QFT speciali che ammettono la simmetria conforme. Non risentono delle variazioni della scala, siccome tutte le loro costanti di accoppiamento hanno funzioni beta che si annullano. (Il contrario non è vero: il fatto che le funzioni beta si annullino non implica la simmetria conforme della teoria.) Alcuni esempi sono la teoria delle stringhe e la teoria di Yang-Mills supersimmetrica a {\displaystyle N=4}.
Secondo la rappresentazione di Wilson, ogni QFT è fondamentalmente accompagnata dalla sua energia di taglio {\displaystyle \Lambda }, il che significa che la teoria non è più valida a energie maggiori di {\displaystyle \Lambda }, e tutti i gradi di libertà sopra la scala {\displaystyle \Lambda } vanno omessi. Per esempio, il taglio potrebbe essere l'inverso della spaziatura atomica in un sistema di materia condensata, mentre in fisica delle particelle elementari potrebbe essere associata alla fondamentale "granularità" dello spaziotempo causata dalle fluttuazioni quantistiche della gravità. La scala di taglio delle teorie delle interazioni particellari è molto oltre l'energia degli attuali esperimenti. Anche se la teoria fosse molto complicata a quella scala, a patto che gli accoppiamenti siano sufficientemente deboli, deve essere descritta a basse energie da una teoria di campo efficace rinormalizzabile. La differenza tra le teorie rinormalizzabili e quelle non rinormalizzabili è che le prime non risentono dei dettagli alle alte energie, mentre le seconde dipendono da questi. Secondo questo punto di vista, le teorie non rinormalizzabili sono da considerarsi come teorie efficaci a basse energie di una teoria più fondamentale. Non riuscire a rimuovere il valore di taglio Λ dai calcoli in una tale teoria indica semplicemente che appaiono nuovi fenomeni fisici a scale sopra {\displaystyle \Lambda }, dove è quindi necessaria una nuova teoria.

### Altre teorie
Le procedure di quantizzazione e di rinormalizzazione riportate nelle sezioni precedenti valgono per la teoria libera e la teoria {\displaystyle \phi ^{4}} del campo scalare reale. Un procedimento simile può essere fatto per altri tipi di campi, tra cui il campo scalare complesso, il campo vettoriale e il campo di Dirac, nonché altri tipi di termini di interazione, come l'interazione elettromagnetica e l'interazione di Yukawa.
Ad esempio, l'elettrodinamica quantistica contiene un campo di Dirac {\displaystyle \psi } che rappresenta il campo di elettroni e un campo vettoriale {\displaystyle A^{\mu }} che rappresenta il campo elettromagnetico (campo di fotoni). (A dispetto del nome, il "campo" elettromagnetico quantistico corrisponde al quadripotenziale, invece che ai campi classici: elettrico e magnetico.) La densità di lagrangiana completa della QED è:
{\displaystyle {\mathcal {L}}={\bar {\psi }}(i\gamma ^{\mu }\partial _{\mu }-m)\psi -{\frac {1}{4}}F_{\mu \nu }F^{\mu \nu }-e{\bar {\psi }}\gamma ^{\mu }\psi A_{\mu },}
dove {\displaystyle \gamma ^{\mu }} sono le matrici di Dirac, {\displaystyle {\bar {\psi }}=\psi ^{\dagger }\gamma ^{0}}, e {\displaystyle F_{\mu \nu }=\partial _{\mu }A_{\nu }-\partial _{\nu }A_{\mu }} è il tensore elettromagnetico. I parametri di questa teoria sono la massa (nuda) dell'elettrone e la carica elementare (nuda) {\displaystyle e}. Il primo e il secondo termine della lagrangiana corrispondono rispettivamente al campo di Dirac libero e a campi vettoriali liberi. L'ultimo termine descrive l'interazione tra il campo dell'elettrone e quello del fotone, che viene trattata come perturbazione della teoria libera.
Qui sopra è mostrato un esempio di un diagramma di Feynman tree-level in QED. Descrive l'annichilazione di un elettrone e un positrone, con la creazione di un fotone off shell, che poi decade in una nuova coppia elettrone-positrone. Il tempo scorre da sinistra verso destra. Le frecce che puntano avanti nel tempo rappresentano la propagazione dei positroni, mentre quelle dirette indietro nel tempo rappresentano la propagazione degli elettroni. La linea ondulata rappresenta la propagazione di un fotone. Ogni vertice nei diagrammi della QED deve avere un ramo con un fermione entrante, uno con un fermione uscente (positrone/elettrone) e un ramo con un fotone.

#### Simmetria di gauge
Se la seguente trasformazione dei campi viene fatta in ogni punto dello spaziotempo {\displaystyle x} (una trasformazione locale), allora la lagrangiana della QED rimane invariata (si dice che è invariante rispetto a questa trasformazione):
{\displaystyle \psi (x)\to e^{i\alpha (x)}\psi (x),\quad A_{\mu }(x)\to A_{\mu }(x)+ie^{-1}e^{-i\alpha (x)}\partial _{\mu }e^{i\alpha (x)},}
dove {\displaystyle \alpha (x)} è una qualsiasi funzione delle coordinate spaziotemporali. Se la lagrangiana (o più precisamente l'azione) di una teoria è invariante rispetto a una certa trasformazione locale, allora la trasformazione è detta una simmetria di gauge della teoria. le simmetrie di gauge formano un gruppo in ogni punto dello spaziotempo. Nel caso della QED, l'applicazione in successione delle due diverse trasformazioni locali {\displaystyle e^{i\alpha (x)}} e {\displaystyle e^{i\alpha '(x)}} è ancora un'altra trasformazione {\displaystyle e^{i[\alpha (x)+\alpha '(x)]}}. Per ogni {\displaystyle \alpha (x)}, {\displaystyle e^{i\alpha (x)}} è un elemento del gruppo U(1), quindi si dice che la QED abbia una simmetria di gauge U(1). Il campo di fotoni Aμ potrebbe essere chiamato il bosone di gauge U(1).
U(1) è un gruppo abeliano, il che significa che gli elementi del gruppo godono della proprietà commutativa (il risultato è lo stesso a prescindere dall'ordine in cui vengono applicati gli elementi). Le QFT possono essere costruite anche da gruppi non abeliani, che danno origine a teorie di gauge non abeliane (anche dette teorie di Yang-Mills). La cromodinamica quantistica, che descrive l'interazione forte, è una teoria di gauge non abeliana con una simmetria di gauge SU(3). Contiene tre campi di Dirac {\displaystyle \psi ^{i}}, {\displaystyle i=1,\;2,\;3} rappresentanti i campi di quark nonché otto campi vettoriali Aa,μ, {\displaystyle a=1,\;2,\;\ldots ,\;8} rappresentanti i campi dei gluoni, che sono i bosoni di gauge SU(3). La densità di lagrangiana della QCD:
{\displaystyle {\mathcal {L}}=i{\bar {\psi }}^{i}\gamma ^{\mu }(D_{\mu })^{ij}\psi ^{j}-{\frac {1}{4}}F_{\mu \nu }^{a}F^{a,\mu \nu }-m{\bar {\psi }}^{i}\psi ^{i},}
dove {\displaystyle D_{\mu }} è la derivata covariante di gauge:
{\displaystyle D_{\mu }=\partial _{\mu }-igA_{\mu }^{a}t^{a},}
dove {\displaystyle g} è la costante di accoppiamento, {\displaystyle t^{a}} sono gli otto generatori di SU(3) nella sua rappresentazione fondamentale (matrici 3×3),
{\displaystyle F_{\mu \nu }^{a}=\partial _{\mu }A_{\nu }^{a}-\partial _{\nu }A_{\mu }^{a}+gf^{abc}A_{\mu }^{b}A_{\nu }^{c},}
e {\displaystyle f^{abc}} sono le costanti di struttura della SU(3). Gli indici ripetuti {\displaystyle i,\;j}, e {\displaystyle a} sono implicitamente sommati secondo la notazione di Einstein. Questa lagrangiana è invariante rispetto alla trasformazione:
{\displaystyle \psi ^{i}(x)\to U^{ij}(x)\psi ^{j}(x),\quad A_{\mu }^{a}(x)t^{a}\to U(x)\left[A_{\mu }^{a}(x)t^{a}+ig^{-1}\partial _{\mu }\right]U^{\dagger }(x),}
dove U(x) è un elemento di SU(3) in ogni punto dello spaziotempo {\displaystyle x}:
{\displaystyle U(x)=e^{i\alpha (x)^{a}t^{a}}.}
La discussione precedente sulle simmetrie a livello della lagrangiana. In altre, queste sono simmetrie "classiche". Dopo la quantizzazione, alcune teorie non avranno più le loro simmetrie classiche, un fenomeno detto anomalia. Per esempio, nella formulazione dell'integrale dei cammini, nonostante la densità lagrangiana {\displaystyle {\mathcal {L}}[\phi ,\partial _{\mu }\phi ]} sia invariante rispetto a una certa trasformazione locale dei campi, la misura {\displaystyle \textstyle \int {\mathcal {D}}\phi } dell'integrale sui cammini potrebbe cambiare. Affinché una teoria della natura sia coerente, non deve contenere anomalie nella sua simmetria di gauge. Il modello standard è una teoria di gauge basata sul gruppo SU(3) × SU(2) × U(1), nel quale tutte le anomalie si cancellano esattamente.
Il fondamento teorico della relatività generale, il principio di equivalenza, può essere pensato anche come una forma di simmetria di gauge, rendendo la relatività generale una teoria di gauge basata sul gruppo di Lorentz.
Il teorema di Noether afferma che a ogni simmetria continua (ovvero con il parametro della trasformazione continuo e non discreto) corrisponde una legge di conservazione. Per esempio, la simmetria U(1) della QED implica la conservazione della carica.
Le trasformazioni di gauge non mettono in relazione stati quantistici distinti. Piuttosto, mettono in relazione due descrizioni matematiche equivalenti dello stesso stato quantistico. Ad esempio, il campo dei fotoni Aμ, essendo un quadrivettore, ha quattro gradi di libertà apparenti, ma l'effettivo stato del fotone è descritto dai due gradi di libertà corrispondenti alla polarizzazione. I restanti due gradi di libertà sono detti "ridondanti"— apparentemente diversi modi di scrivere Aμ possono essere correlati mediante una trasformazione di gauge e di fatto descrivono lo stesso stato del campo di fotoni. In questo senso, l'invarianza di gauge non è una simmetria "reale", ma una conseguenza della "ridondanza" della descrizione matematica scelta.
Per tener conto della ridondanza di gauge nella formulazione dell'integrale sui cammini, si deve effettuare la procedura di Faddeev-Popov. Nelle teorie di gauge non abeliane, tale procedura introduce nuovi campi detti "ghost". Le particelle corrispondenti a campi ghost sono dette particelle ghost, che non possono essere rivelate esternamente. Una generalizzazione più rigorosa della procedura di Faddeev-Popov è data dalla quantizzazione BRST.

#### Rottura spontanea di simmetria
La rottura spontanea di simmetria è un meccanismo nel quale la simmetria della lagrangiana è violata dal sistema descritto da essa.
Per illustrare il meccanismo, si consideri un modello sigma lineare contenente N campi scalari reali, descritto dalla densità lagrangiana:
{\displaystyle {\mathcal {L}}={\frac {1}{2}}(\partial _{\mu }\phi ^{i})(\partial ^{\mu }\phi ^{i})+{\frac {1}{2}}\mu ^{2}\phi ^{i}\phi ^{i}-{\frac {\lambda }{4}}(\phi ^{i}\phi ^{i})^{2},}
dove {\displaystyle \mu } e {\displaystyle \lambda } sono parametri reali. La teoria ammette una simmetria globale O(N):
{\displaystyle \phi ^{i}\to R^{ij}\phi ^{j},\quad R\in \mathrm {O} (N).}
Lo stato a energia finita (stato fondamentale o stato di vuoto) della teoria classica è un qualsiasi campo uniforme {\displaystyle \phi _{0}} che soddisfa
{\displaystyle \phi _{0}^{i}\phi _{0}^{i}={\frac {\mu ^{2}}{\lambda }}.}
Senza perdita di generalità, si supponga che lo stato fondamentale sia nella direzione {\displaystyle N}-esima:
{\displaystyle \phi _{0}^{i}=\left(0,\cdots ,0,{\frac {\mu }{\sqrt {\lambda }}}\right).}
Gli {\displaystyle N} campi originari possono essere riscritti come:
{\displaystyle \phi ^{i}(x)=\left(\pi ^{1}(x),\cdots ,\pi ^{N-1}(x),{\frac {\mu }{\sqrt {\lambda }}}+\sigma (x)\right),}
e la densità lagrangiana originaria diventa:
{\displaystyle {\mathcal {L}}={\frac {1}{2}}(\partial _{\mu }\pi ^{k})(\partial ^{\mu }\pi ^{k})+{\frac {1}{2}}(\partial _{\mu }\sigma )(\partial ^{\mu }\sigma )-{\frac {1}{2}}(2\mu ^{2})\sigma ^{2}-{\sqrt {\lambda }}\mu \sigma ^{3}-{\sqrt {\lambda }}\mu \pi ^{k}\pi ^{k}\sigma -{\frac {\lambda }{2}}\pi ^{k}\pi ^{k}\sigma ^{2}-{\frac {\lambda }{4}}(\pi ^{k}\pi ^{k})^{2},}
dove {\displaystyle k=1,2,\ldots ,N-1}. La simmetria globale originaria {\displaystyle O(N)} non è più evidente, lasciando il sottogruppo {\displaystyle O(N-1)}. La simmetria più grande prima della rottura spontanea è detta "nascosta" o rotta spontaneamente.
Il teorema di Goldstone afferma che rispetto alla rottura spontanea, ogni simmetria globale continua rotta porta a un campo privo di massa detto bosone di Goldstone. Nell'esempio di cui sopra, la {\displaystyle O(N)} ha {\displaystyle {\tfrac {N(N-1)}{2}}} simmetrie continue (la dimensione della sua algebra di Lie), mentre {\displaystyle O(N-1)} ne ha {\displaystyle {\tfrac {(N-1)(N-2)}{2}}}. Il numero di simmetrie rotte è la differenza, {\displaystyle N-1}, che corrisponde al numero dei campi privi di massa {\displaystyle \pi ^{k}}.
D'altra parte, quando viene rotta spontaneamente una simmetria di gauge (che è locale, non globale) il bosone di Goldstone risultante è "mangiato" dal corrispondente bosone di gauge diventando un grado di libertà aggiuntivo per quest'ultimo. Il teorema di equivalenza dei bosoni di Goldstone afferma che ad alte energie, l'ampiezza di emissione e assorbimento di un bosone di gauge massivo polarizzato longitudinalmente diventa uguale all'ampiezza di emissione e assorbimento del bosone di Goldstone mangiato dal bosone di gauge.
Nella teoria quantistica del ferromagnetismo, la rottura spontanea di simmetria può spiegare l'allineamento dei dipoli magnetici a basse temperature. Nel modello standard delle particelle elementari, i bosoni W e Z, che sarebbero privi di massa per la simmetria di gauge, acquisiscono massa tramite la rottura spontanea di simmetria provocata dal bosone di Higgs, secondo un processo chiamato meccanismo di Brout-Englert-Higgs.

#### Supersimmetria
Tutte le simmetrie conosciute sperimentalmente mettono in relazione bosoni con bosoni e fermioni con fermioni. I teorici hanno ipotizzato che esista un tipo di simmetria, detto supersimmetria, che correla bosoni e fermioni.
Il modello standard obbedisce alla simmetria di Poincaré, i cui generatori sono le traslazioni spaziotemporali {\displaystyle P^{\mu }} e le trasformazioni di Lorentz {\displaystyle J_{\mu \nu }}. In aggiunta a questi generatori, la supersimmetria in {\displaystyle (3+1)} dimensioni comporta altri generatori {\displaystyle Q_{\alpha }}, dette supercariche,  che trasformano come fermioni di Weyl. Il gruppo di simmetria generato da tutti questi generatori è chiamato supergruppo di Poincaré (o algebra di Super-Poincaré). In generale ci possono essere più di un insieme di generatori di supersimmetria, {\displaystyle Q_{\alpha }^{I}}, {\displaystyle I=1,\;\ldots ,\;N}, che generano le corrispondenti supersimmetrie {\displaystyle N=1}, {\displaystyle N=2} e così via. La supersimmetria può essere costruita anche in altre dimensioni, ad esempio in (1+1) dimensioni per la sua applicazione nella teoria delle superstringhe.
La lagrangiana della teoria supersimmetrica deve essere invariante rispetto all'azione del supergruppo di Poincaré. Alcuni esempi di tali teorie sono il modello standard supersimmetrico minimale (MSSM da Minimal Supersymmetric Standard Model), la teoria di Yang-Mills supersimmetrica con N = 4, e la teoria delle superstringhe. In una teoria supersimmetrica, ogni fermione ha un superpartner bosonico, e viceversa.
Se la supersimmetria è promossa a una simmetria locale, allora la teoria di gauge risultante è un'estensione della relatività generale detta supergravità.
La supersimmetria potrebbe essere una soluzione a molti problemi attuali della fisica. Ad esempio, il problema della gerarchia del modello standard—perché la massa del bosone di Higgs non è radiativamente corretta (sotto rinormalizzazione) alla scala molto alta come la scala della grande unificazione o la scala di Planck—può essere risolto mettendo in relazione il campo di Higgs con il suo superpartner, l'higgsino. Le correzioni radiative dovute ai loop del bosone di Higgs nei diagrammi di Feynman sono cancellati dai corrispondenti loop dell'higgsino. La supersimmetria offre anche risposte alla grande unificazione di tutte le costanti di accoppiamento di gauge nel modello standard, nonché alla natura della materia oscura.
Cionondimeno, al 2018, gli esperimenti devono ancora fornire prove dell'esistenza delle particelle supersimmetriche. Se la supersimmetria fosse una vera simmetria della natura, allora deve essere una simmetria rotta, e l'energia di tale rottura deve essere maggiore di quelle raggiunte negli esperimenti attuali.

#### Altri spaziotempi
La teoria {\displaystyle \phi ^{4}}, la QED, e la QCD, nonché tutto il modello standard, assumono uno spazio di Minkowski {\displaystyle (3+1)}-dimensionale (3 spaziali + 1 temporale) come sfondo sul quale i campi sono definiti. Tuttavia, la teoria quantistica dei campi non impone a priori alcuna restrizione sul numero di dimensioni né sulla geometria dello spaziotempo.
In fisica della materia condensata, la QFT è usata per descrivere gas di elettroni {\displaystyle (2+1)}-dimensionali. Nella fisica delle alte energie, la teoria delle stringhe è un tipo di QFT {\displaystyle (1+1)}-dimensionale, mentre la teoria di Kaluza-Klein usa la gravità in dimensioni extra per produrre teorie di gauge a dimensioni più basse.
Nello spaziotempo di Minkowski, la metrica piatta {\displaystyle \eta _{\mu \nu }} è usata per alzare e abbassare gli indici nella lagrangiana, ad esempio
{\displaystyle A_{\mu }A^{\mu }=\eta _{\mu \nu }A^{\mu }A^{\nu },\quad \partial _{\mu }\phi \partial ^{\mu }\phi =\eta ^{\mu \nu }\partial _{\mu }\phi \partial _{\nu }\phi ,}
dove {\displaystyle \eta ^{\mu \nu }} è l'inversa di {\displaystyle \eta _{\mu \nu }} che soddisfa {\displaystyle \eta ^{\mu \rho }\eta ^{\rho \nu }=\delta _{\nu }^{\mu }}. Per le QFT nello spaziotempo curvo, invece, si usa una metrica generale (come la metrica di Schwarzschild che descrive un buco nero):
{\displaystyle A_{\mu }A^{\mu }=g_{\mu \nu }A^{\mu }A^{\nu },\quad \partial _{\mu }\phi \partial ^{\mu }\phi =g^{\mu \nu }\partial _{\mu }\phi \partial _{\nu }\phi ,}
dove {\displaystyle g^{\mu \nu }} è l'inversa di {\displaystyle g_{\mu \nu }}. Per un campo scalare reale, la densità lagrangiana in uno spaziotempo generico è
{\displaystyle {\mathcal {L}}={\sqrt {|g|}}\left({\frac {1}{2}}g^{\mu \nu }\nabla _{\mu }\phi \nabla _{\nu }\phi -{\frac {1}{2}}m^{2}\phi ^{2}\right),}
dove {\displaystyle g=\mathrm {det} (g_{\mu \nu })}, e {\displaystyle \nabla _{\mu }} indica la derivata covariante. La lagrangiana di una QFT, quindi i suoi risultati e le previsioni fisiche, dipende dalla geometria dello spaziotempo scelto come sfondo.

#### Teoria quantistica dei campi topologica
Le funzioni di correlazione e le previsioni fisiche di una QFT dipendono dalla metrica dello spaziotempo {\displaystyle g_{\mu \nu }}. Per una classe particolare di QFT, dette teorie quantistiche dei campi topologiche (TQFT), tutte le funzioni di correlazione sono indipendenti da variazioni continue della metrica. Le QFT nello spaziotempo curvo in generale variano secondo la geometria (struttura locale) dello spaziotempo, mentre le TQFT sono invarianti rispetto a diffeomorfismi ma risentono della topologia (struttura globale) dello spaziotempo. Ciò significa che tutti i risultati delle TQFT sono invarianti topologici dello spaziotempo soggiacente. La teoria di Chern-Simons è un esempio di TQFT ed è stata usata per costruire modelli di gravità quantistica. Le applicazioni della TQFT comprendono l'effetto Hall quantistico frazionario e i computer quantistici topologici. Le teorie quantistiche dei campi topologiche applicabili alla ricerca di frontiera della materia quantistica topologica comprendono le teorie gauge Chern-Simons in {\displaystyle 2+1} dimensioni, altre TQFT in {\displaystyle 3+1} dimensioni e oltre.

### Metodi perturbativi e non perturbativi
Usando la teoria perturbativa, l'effetto totale di un piccolo termine di interazione può essere approssimato ordine per ordine da uno sviluppo nel numero di particelle virtuali partecipanti nella interazione. Ogni termine nello sviluppo può essere compreso come un possibile modo per l'interazione delle particelle (fisiche) tra di loro tramite particelle virtuali, espressi visivamente usando il diagramma di Feynman. La forza elettromagnetica tra due elettroni in QED è rappresentata (al primo ordine in teoria perturbativa) dalla propagazione di un fotone virtuale. In un modo simile, i bosoni W e Z portano l'interazione debole, mentre i gluoni portano l'interazione forte. L'interpretazione di un'interazione come somma di stati intermedi coinvolgono lo scambio di varie particelle virtuali ha solo senso nel quadro della teoria perturbativa. In confronto, metodi non perturbativi in QFT trattano la lagrangiana interagente senza sviluppi in serie. Invece di particelle che portano interazioni, questi metodi hanno originato concetti come il monopolo di 't Hooft-Polyakov, il domain wall, il tubo di flusso, e l'istantone. Esempi di QFT che sono completamente risolvibili non perturbativamente sono i modelli minimali della teoria di campo conforme e il modello di Thirring.

### Riferimenti
- (EN) Tian Yu Cao, Conceptual developments of 20th century field theories, Cambridge University Press, 1997, ISBN 0521431786.
- Meinard Kuhlmann, Quantum field theory, su plato.stanford.edu, collana The Stanford Encyclopedia of Philosophy, Edward N. Zalta, primavera 2009. URL consultato il 29 ottobre 2020 (archiviato il 12 marzo 2012).
- (EN) Michael Peskin e Daniel Schroeder, An Introduction to Quantum Field Theory, Westview Press, 1995, ISBN 978-0-201-50397-5.
- (EN) M. Shifman, Advanced Topics in Quantum Field Theory, Cambridge University Press, 2012, ISBN 978-0-521-19084-8.
- David Tong, Lectures on Quantum Field Theory, su damtp.cam.ac.uk, 2015. URL consultato il 3 novembre 2020.
- (EN) Steven Weinberg, The Quantum Theory of Fields: Volume 1, Foundations, Cambridge, Cambridge University Press, 1995, ISBN 978-05-21-67053-1.
- (EN) Steven Weinberg, The Quantum Theory of Fields: Volume 2, Modern applications, Cambridge, Cambridge University Press, 1996, ISBN 978-05-21-55002-4.
- (EN) A. Zee, Quantum field theory in a nutshell, Princeton University Press, 2003, ISBN 0-691-01019-6.

### Approfondimenti
- Steven Weinberg, La teoria quantistica dei campi, Bologna, Zanichelli, 1998, ISBN 88-08-17894-3.
- (EN) Steven Weinberg, The Quantum Theory of Fields: Volume 3, Supersymmetry, Cambridge, Cambridge University Press, 2005, ISBN 978-05-21-67056-2.
- (EN) C. Itzykson e J. B. Zuber, Quantum Field Theory, Dover, 2006, ISBN 978-04-86-44568-7.
- (EN) Nikolaj N. Bogoljubov e D. Shirkov, Introduction to the theory of quantized fields, New York, Wiley-Intersceince, 1959.
- Lev D. Landau e Evgenij M. Lifšic, Meccanica quantistica. Teoria non relativistica, Roma, Editori Riuniti, 2010, ISBN 978-88-64-73208-4.
- Giuseppe Mussardo, Il Modello di Ising. Introduzione alla Teoria dei Campi e delle Transizioni di Fase, Torino, Bollati-Boringhieri, 2007, ISBN 978-88-33-95785-2.
- (EN) Robin Ticciati, Quantum Field Theory for Mathematicians, Cambridge University Press, 1999, ISBN 978-05-21-63265-2.
- (EN) F. Mandl e G. Shaw, Quantum Field Theory, John Wiley & Sons, 1993, ISBN 978-04-71-49684-7.
- (EN) Franz Gross, Relativistic Quantum Mechanics and Field Theory, Wiley-Interscience, 1993, ISBN 978-04-71-35386-7.